# Steenvoorde
Steenvoorde är en kommun i departementet Nord i regionen Hauts-de-France i norra Frankrike. Kommunen ligger i kantonen Steenvoorde som tillhör arrondissementet Dunkerque. År 2022 hade Steenvoorde 4 308 invånare.

## Befolkningsutveckling
Antalet invånare i kommunen Steenvoorde
| Referens: INSEE |